# Check Your Head
Check Your Head är bandet Beastie Boys tredje album, utgivet 1992.

## Låtlista
1. "Jimmy James" - 3:14
2. "Funky Boss" - 1:35
3. "Pass the Mic" - 4:17
4. "Gratitude" - 2:45
5. "Lighten Up" - 2:41
6. "Finger Lickin' Good" - 3:39
7. "So What'cha Want" - 3:37
8. "The Biz Vs. The Nuge" - 0:33
9. "Time for Livin'" - 1:48
10. "Something's Got to Give" - 3:28
11. "The Blue Nun" - 0:32
12. "Stand Together" - 2:47
13. "Pow" - 2:13
14. "The Maestro" - 2:52
15. "Groove Holmes" - 2:33
16. "Live at P.J.'s" - 3:18
17. "Mark on the Bus" - 1:05
18. "Professor Booty" - 4:13
19. "In 3's" - 2:23
20. "Namasté" - 4:01